# Montaldo Torinese
Montaldo Torinese (piemontesisch Montàud) ist eine Gemeinde in der italienischen Metropolitanstadt Turin (TO), Region Piemont.

## Lage und Einwohner
Montaldo Torinese liegt 17 km östlich von Turin. Das Gemeindegebiet umfasst eine Fläche von 4,66 km² und hat 706 Einwohner (Stand 31. Dezember 2023).
Die Nachbargemeinden sind Gassino Torinese, Sciolze, Marentino, Pavarolo, Chieri und Andezeno.

## Geschichte

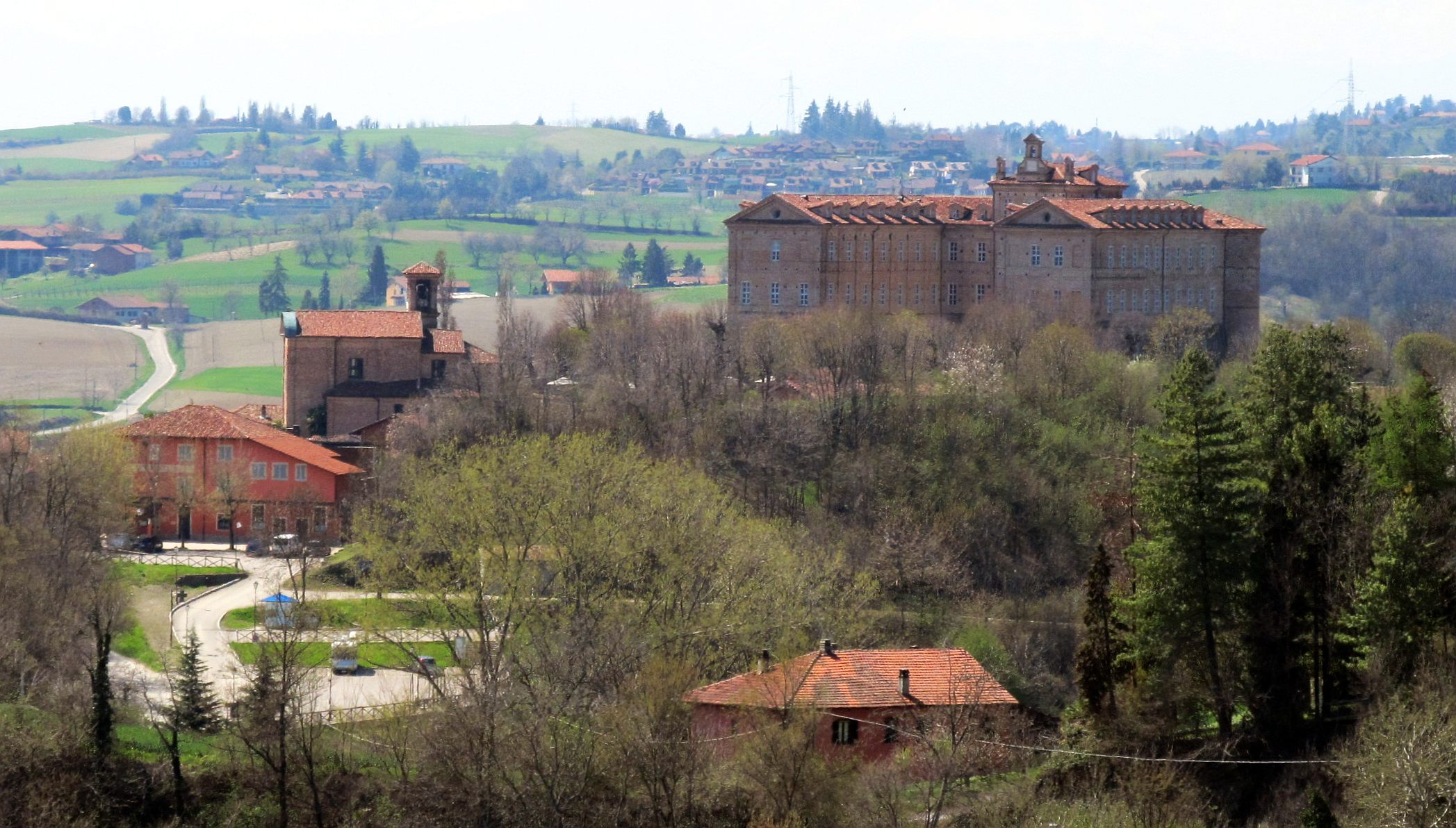
Panorama

Der Name der Stadt leitet sich von mons altus, Hoher Berg, ab. Die älteste Erwähnung der Gemeinde findet sich in einem Diplom von Barbarossa und stammt aus dem Jahr 1159, als Curtem de monte alto der Kirche von Turin als Lehen zugewiesen wurde. Im Jahr 1394 intervenierte Facino Cane, ein Söldnerkapitän, der die Stadt nach schweren Plünderungen übernahm. Auf dieses Ereignis folgten viele Jahre innerer Unruhen.
Montaldo wurde später ein Lehen der Simone Balbo, Adligen aus Chieresi, ging dann an die Familie Ferrero aus Ormea und danach an die Familie Cassuli aus Carmagnola über.
Die Burg wurde 1011 und 1038 von Landolfo, dem Bischof von Turin, gegründet und um 1080 von seinen Nachfolgern Pietro Guidone und Cuniberto fertiggestellt. Nach weiteren Umbauten wird die Burg im 18. Jahrhundert
von Carlo Emanuele Ferrero in eine prächtige Villa umgewandelt, die ihm als Hauptwohnsitz dienen soll. Das vorherrschende Erscheinungsbild des heutigen Schlosses ist auf diesen Eingriff zurückzuführen. Nach vielen Jahren des Leerstandes beherbergt das imposante Gebäude, nach ihrem Verkauf 1987, heute ein Luxushotel.
Die Hügel, auf denen sich die Gemeinde erstreckt, sind sehr fruchtbar und bieten einen bemerkenswerten Wein- und Getreideanbau.